# 新木停留場
新木停留場（日语：／ Shingi teiryūjō */?），是位於高知縣高知市高須新木，土佐電交通後免線的電車站。

## 歴史
此電車站在1910年（明治43年）10月，由土佐電交通的前身土佐電氣鐵道葛島橋西詰停留場至鹿兒停留場之間開通，此電車站同時啟用。
- 1910年（明治43年）10月15日 - 土佐電氣鐵道電車站啟用[2]。
- 2014年（平成26年）10月1日 - 土佐電氣鐵道、高知縣交通（日语：高知県交通）和土佐電Dream Service（日语：土佐電ドリームサービス）合併，土佐電交通成立[3]。成為土佐電交通的電車站。

## 電車站構造
電車站是建造在專用路軌和共用道路上，設有2面2線的相對式乘車處。播磨屋橋方向的乘車處為安全島（月台），後免町方向的乘車處為於並行道路上，該處劃上了白線標示乘車處。

## 電車站周邊
- 高知新木郵局
- 丸中（日语：マルナカ (チェーンストア)）高須店
- 舟入川
- 國道195號（日语：国道195号）
- 高知公共職業安定所（日语：高知勞動局）

## 相鄰電車站
土佐電交通
後免線
東新木－新木－介良通

## 注腳
1. ↑  《土佐電鉄が走る街 今昔》100・156-158頁
2. ↑  今尾惠介（監修）. . 11 中国四国. 新潮社. 2009: 60. ISBN 978-4-10-790029-6 （日语）.
3. ↑  上野宏人. . 毎日新聞 (毎日新聞社). 2014-10-02 （日语）.
4. 1 2  川島令三. . 【図説】 日本の鉄道. 第2巻 四国西部エリア. 講談社. 2013: 37・91頁. ISBN 978-4-06-295161-6 （日语）.